# ان‌جی‌سی ۱۶۶
ان‌جی‌سی ۱۶۶ (انگلیسی: NGC 166) نام یک کهکشان در صورت فلکی نهنگ است.